# Гипотеза культивации
Гипотеза культивации — это социологическая концепция, исследующая долгосрочное воздействие телевидения на зрителя. Основным постулатом гипотезы культивации является следующее: чем больше времени люди проводят, «живя» в мире телевидения, тем скорее их образ социальной реальности будет соответствовать тому, который транслируется телевидением. Таким образом, в результате культивации у людей формируются ложные представления о нашем мире.
Гипотеза культивации, разработанная Джорджем Гербнером и Ларри Гроссом из Пенсильванского университета, появилась благодаря ряду масштабных исследований внутри проекта культурных индикаторов, научно-исследовательской программы по изучению воздействия медианасилия, которую в 1960-х годах возглавлял Джордж Гербнер. Целью проекта было выявить эффект «культивации» зрителя телевидением и проследить за ними. Исследователи были «озабочены воздействием телевидения (особенно связанным с демонстрацией жестокости) на установки и поведение американской общественности».
Дж. Гербнер утверждал, что общая озабоченность воздействием телевидения на аудиторию обусловлена беспрецедентным влиянием телевидения на американскую культуру. Гипотеза «чётко утверждает, что эффект „культивации“ происходит только после долгого, кумулятивного воздействия телевидения.» По мнению Дж. Гербнера, ТВ демонстрирует насилие в таком количестве, что у людей, проводящих большую часть своего времени перед экраном, развивалась вера в «злой и страшный мир». Таким образом, телевидение как средство массовой информации трансформировалось в «общий символический мир», объединяющий различные сообщества, стандартизирующий поведение людей и социализирующий их. «Сегодня телевизор является одним из главных членов семьи, имеющий практически неограниченный доступ к каждому человеку в семье». Он сравнил власть телевидения со властью религии и утверждал, что телевизор для современного общества является тем же, чем религия была задолго до его появления.
Культивационный Анализ является позитивистской теорией, то есть предполагает существование объективной реальности и возможность ценностно-нейтрального исследования. Исследование, проведённое Дженнингс Брайант и Дориной Мирон (2004), в рамках которого было рассмотрено почти 2000 статей, опубликованных с 1956 года в трёх ведущих журналах, посвящённых проблематике массмедиа, показало, что Культивационный Анализ является третьей по популярности теорией среди исследователей. Таким образом, гипотеза Культивации продолжает оставаться одной из самых популярных в исследовании массовых коммуникаций.

## Общие предпосылки
«Гербнер пытался разработать новый подход к изучению массовых коммуникаций, сосредоточенный на изучении процесса массовой коммуникации как таковой». Гипотеза культивации, по словам Миллера, разрабатывалась не для изучения специфического воздействия телевидения (например, что смотрящие Супермена дети попытаются полететь, прыгнув из окна), а скорее всеохватывающего воздействия телевидения на то, каким мы видим мир вокруг нас. Отсюда и термин «Культивационный Анализ». Гипотеза исходит из следующих предположений:
- Телевидение фундаментально отличается от других средств массовой информации.[9]

Исследователи Гербнер, Гросс, Морган и Сигнориелли утверждали, что если раньше религия и воспитание оказывали большее влияние на социальные тенденции, то сейчас телевидение с младенчества воспитывает в зрителе его предрасположенности и предпочтения, которые раньше формировались с помощью иных источников. Таким образом, телевидение выступает в качестве "оптового поставщика образов, и повторяющаяся череда образов и сообщений, произведённых телевидением, формирует основную общую символическую среду.
Благодаря своей всеобщей доступности массам, телевидение стало «центральной культурной силой общества».
- Телевидение определяет образ мышления общества

Гербнер и Гросс пишут, что «по сути, сознание, сформированное телевидением, отражается не столько в специфических установках и мнениях, сколько в базовых представлениях о жизни и критериях оценки, на которых основываются выводы». Проще говоря, созданные телевидением реалии не соответствуют действительности.
Гербнер отмечал, что в среднем телевидение имеет доступ к зрителю по семь часов в сутки. Во время просмотра телевидение предлагает «систематизированное повествование». Гербнер утверждает, что основными культурными функциями телевидения являются стабилизация моделей поведения и культивация неизменности.
Согласно наблюдениям Гербнера, люди подвергаются воздействию телевидения в среднем 7 часов в сутки, которое выступает как «централизованная система подачи информации». Гербнер утверждает, что главной культурной функцией телевидения является обеспечение устойчивости моделей социального поведения, а также культивация сопротивления к изменениям. Мы живём в рамках тех историй, которые мы рассказываем, а телевидение предоставляет нам эти истории посредством новостей, драм и рекламы. Таким образом, различные категории телезрителей, которые в совокупности составляют население Соединённых Штатов (будь то дети из бедных семей из Джорджии или члены женских университетских клубов с западного побережья), начинают мыслить сходно под воздействием телевидения, так как получают одинаковую информацию. Все телепередачи основаны на похожих, повторяющихся моделях, которые ещё называют мифами, «фактами» или идеологиями. Воздействие таких моделей в течение достаточно длительного периода времени, вероятно, приведёт к «прочному укоренению доминирующих ориентаций для большинства телезрителей».
- Воздействие телевидения ограничено

Согласно гербнеровской аналогии с ледниковым периодом, «Как и изменение средней температуры лишь на несколько градусов может привести к ледниковому периоду или результаты выборов могут быть решены с помощью маленького перевеса в голосах, так и относительно малое, но всепроникающее влияние может привести к весомым изменениям. Масштаб воздействия гораздо менее важен, чем направление его устойчивого влияния».
- Между телевидением и зрителями осуществляется динамическое взаимодействие[2]

Степень культивации зрителями моделей, представленных телевидением, зависит от ряда факторов. Некоторые зрители более подвержены культивационному воздействию в силу личностных характеристик, особенностей социальной среды, культурных традиций или даже того, что они ранее смотрели по телевизору. Дж. Гербнер и его коллеги объясняют взаимодействие следующим образом: «Телевидение может помочь определить, например, в чём выражается принадлежность к определённой социальной группе. Это взаимодействие телевидения и зрителя — длительный процесс, начинающийся в младенчестве и продолжающийся до самой смерти».
- Все телепрограммы довольно однородны, и зрители при их просмотре не избирательны[2]

Исследователи, изучающие феномен культивации, оценивают воздействие телевидения по количеству времени, которое зритель проводит перед экраном. По их мнению, передачи различных типов (мультфильмы, мелодрамы, детективы) часто построены на одинаковых повествовательных структурах, что выражается в подборе персонажей, сюжетных приёмах и других аспектах. В этом смысле содержание передач однородно. Понятие неизбирательного просмотра основано на идее ритуального или привычного просмотра, то есть просмотра телепрограмм в определённое время, независимо от их содержания.

## Определение
Гипотеза культивации предполагает, что воздействие телевидения, с течением времени, «культивирует» восприятие реальности зрителем. Гербнер и Гросс утверждают, что "телевидение является средством социализации большинства людей и стандартизирует их поведенческие роли. Его функция определяется словом «инкультурация». В своей работе Гербнер обращает внимание на три понятия: институты, сообщения и общественность, которые и старается анализировать. Кроме того, Гербнер был меньше озабочен влиянием эффекта культивации на агрессивное поведение и «более обеспокоен тем, что телевидение влияет на убеждения зрителя о мире вокруг них, и на переживания, связанные с этими убеждениями».

## Гипотеза
«Базовым предположением Гербнера было то, что мир на телеэкране будет восприниматься как реальный скорее людьми, злоупотребляющими просмотром телевизора, нежели людьми, умеренно смотрящими телевизор». Иными словами, люди, проводящие за телевизором больше времени, воспринимают мир соответственно той картине, которую предлагает телевидение.
Гербнер детально изучал воздействие телевизионного насилия на зрителей, так как считал, что центральным сообщением телевидения является насилие. Гербнер и его коллеги предполагали, что насилие на экране напрямую влияло на то, как американцы видят мир вокруг себя, однако им требовались факты для подтверждения своей гипотезы. Следовательно, они измеряли так называемое «драматическое насилие», которое Гербнер определял как «неприкрытое выражение насилия или угроза применения физической силы как часть сюжета».
В 1968 году Гербнер провёл опрос для доказательства гипотезы. По его результатам, Гербнер разделил телезрителей на три категории: смотрящие редко (менее 2 часов в день), смотрящие средне (2-4 часа в день), и смотрящие часто (более 4 часов в день). Он обнаружил, что убеждения часто смотрящих зрителей наиболее соответствуют тому, что изображает телевидение.
Исследования, проведённые для проверки гипотезы культивации, отражают идею о том, что частый просмотр телевизора оказывает влияние на психосоциальное здоровье. Те, кого Гербнер классифицирует как «часто смотрящих», гораздо чаще испытывали застенчивость, одиночество и депрессии, нежели те, кто уделяют телевизору меньше времени (а может они потому и больше смотрят телевизор, что они, по характеру своему: застенчивы и/или одиноки и/или депрессивны). Это исследование также поддерживает точку зрения о том, что СМИ влияют на взгляды, ценности и установки. Но из-за характера исследования установить прямую связь между телесмотрением и психическим здоровьем не представляется возможным.
Тем не менее Улиу Кац, один из приверженцев теории использования и удовлетворения, утверждает, что СМИ удовлетворяют некоторые потребности зрителей, в том числе необходимость парасоциальных взаимоотношения и «ощущения дружбы и эмоциональной связи между зрителем и медийными персонами».

## Исследование культивации
В 1967 году проект культурных индикаторов начал ежегодный контент-анализ телевизионных передач в прайм-тайм. Целью было выявление наиболее устойчивых, распространённых и повторяющихся образов с точки зрения показа насилия, семьи, гендерных ролей, расовых и этнических стереотипов, профессий и других реалий жизни в течение длительного периода времени

## Компоненты проекта культурных индикаторов
Гербнер разработал гипотезу культивации как одну из частей исследовательского проекта культурных индикаторов. Концепция культурного «индикатора» была разработана Гербнером как общая концепция социального индикатора.

### Анализ процесса институциализации
Первая часть известна как анализ процесса институциализации. Это подразумевает изучение процессов производства, управления и распространения медиаинформации, то есть изучалось, как принимаются решения в СМИ, как действуют медиа-организации. Вторая часть исследования, известная как анализ системы сообщений, используется с 1967 года для отслеживания самых устойчивых и распространённых образов в медиа-контенте. Эта часть исследования связана с озабоченностью исследователей вопросом: почему СМИ производят сообщения так, как они это делают. Исследователи, работающие в этом направлении, стремятся проникнуть за кулисы медиа-компаний для понимания их политики и практик.

### Анализ системы сообщений
Анализ системы сообщений состоит в изучении представленных на телевидении медиаобразов, например, образов насилия, полов, меньшинств, отдельных профессий. В рамках исследования задавался вопрос: какие образы, сообщения и факты, ценности и уроки, преподносимые СМИ, являются доминирующими? "Основываясь на анализе системы сообщений, исследователи культивации начали задумываться о том, как мыслили бы люди, если бы все их познания о каких-либо проблемах или феноменах основывались на том, что преподносит телевидение. Более двух десятилетий команда исследователей Гербнера случайным образом осенью выбирала неделю и записывала телевизионный прайм-тайм (с 8 до 11 вечера). Кроме того, они проводили анализ субботних и воскресных детских телепередач (с 8 утра до 2 часов дня). Затем команда исследователей измеряла общий уровень насилия, используя формулу, которая включала коэффициент программ, демонстрирующих насилие, частоту демонстрации насилия в этих программах и процент персонажей, вовлечённых в сцены физической расправы и убийства. По результатам исследования, было обнаружено, что данный годовой показатель был чрезвычайно стабилен и высок.
Кроме того, Гербнер проанализировал особый тип сцен насилия — драматическое насилие. Драматическое насилие — это выражение физической силы, включающей угрозы боли и смерти по отношению к какому-либо персонажу в сюжете против его воли. Хотя драматическое насилие не включает в себя в себя словесные оскорбления, угрозу и буффонаду, оно включает в себя мультипликационное насилие, как в «Pokemon» и «Coyote and Road Runner».
Проводимое Гербнером исследование показало, что уровень насилия СМИ, хотя и остаётся стабильным, распределяется между зрителями неравномерно, в первую очередь по возрастным категориям. Так, дети и пожилые люди гораздо чаще сталкиваются с насилием в СМИ, чем молодёжь и люди среднего возраста. Гербнер также отметил, что такие меньшинства, как афроамериканцы и выходцы из Латинской Америки, становятся жертвами в сценах насилия в СМИ гораздо чаще белых американцев. Две другие группы, которые также гораздо чаще, чем другие сегменты населения, становятся жертвами насилия — это женщины и рабочие («синие воротнички»). Ироническим результатом такой тенденции для указанных социальных групп стал больший риск стать жертвами насилия в реальной жизни.

### Культивационный анализ
Заключительной частью исследования является культивационный анализ. «Гипотеза культивации анализирует то, как телевизионный контент может повлиять на зрителей, особенно на лиц, которые проводят много времени перед экраном».

## Культивационный дифференциал
Так как Дж. Гербнер считал насилие основой телевидения и понимал, что уровень телесмотрения разнится среди социальных групп, он хотел найти так называемый «культивационный дифференциал». Он использовал термин «культивационный дифференциал» вместо эффекта воздействия СМИ, так как последний термин подразумевает сравнение между состояниями «до телевизионного воздействия» и «после телевизионного воздействия». По мнению Гербнера, так как телевидение входит в жизнь людей с младенчества, такого состояния как «до телевизионного воздействия» просто не существует.
Именно культивационный дифференциал и пытался обнаружить Гербнер в своём исследовании. Гриффин определяет культивационный дифференциал как разницу в процентах между людьми, редко и часто смотрящими телевизор, относительно количества ответов на вопросы, соответствующих телевизионной картине мира. Гербнер стремился узнать, как часто лица, проводящие значительное количество времени перед экраном, подвергались влиянию телевидения и принимали точку зрения, которая им предлагалась на экране. Гербнер был убеждён, что в жизни человека нет стадии «до телевизора». Он утверждал, что телевидение влияет на жизнь человека с рождения. Гербнер сосредоточил свои усилия на четырёх аспектах: 1. воспринимаемый шанс стать жертвой насилия, 2. страх прогулок в тёмное время суток, 3. воспринимаемая активность полиции, 4. общее недоверие к людям. По результатам исследования, выяснилось, что чем больше человек смотрит телевизор, тем больше он убеждён в том, что может стать жертвой насилия; что телеманы более склонны испытывать страх перед прогулками в тёмное время суток; что люди, злоупотребляющие просмотром телевизора, считают, что «5 процентов населения работают в правоохранительных органах» (в действительности — 1 %); наконец, люди, часто смотрящие телевизор, в целом более недоверчиво относятся к людям, чем редко и средне смотрящие. Такой взгляд на мир описывается термином «синдром злого мира»

## Результаты культивационного анализа
Положительная корреляция между просмотром телевизора и страхом стать жертвой преступления
Большинство опросов, проведённых Гербнером, показывают небольшую, но статистически значимую связь между просмотром телевизора и страхом стать жертвой преступления. Ответы респондентов в опросах Гербнера наглядно подтверждают гипотезу: смотрящие телевизор редко считают, что вероятность стать жертвой в течение недели равна 1 к 100; смотрящие часто утверждали, что вероятность равна 1 к 10. На самом же деле статистика показывает, что вероятность стать жертвой преступления составляет 1 к 10.000.
Восприятие работы органов правопорядка
«Люди, часто смотрящие телевизор, считают, что в органах правопорядка работают около 5 процентов населения. Согласно их искажённому телевидением восприятию, мир наполнен офицерами полиции, судьями и агентами госбезопасности. Зрители, реже смотрящие телевизор, говорят о более реалистичной цифре — 1 процент».
Недоверие к окружающим
«Люди, злоупотребляющие просмотром телевизора, с подозрением относятся к мотивам других людей. По их словам, эти люди всегда ожидают наихудшего». Такие лица более склонны утверждать, что «люди действуют только в своих интересах», «нельзя быть слишком осторожным с другими людьми». Именно такое мышление Гриффин назвал «синдром злого мира».
Кроме того, согласно первоначальным исследованиям Гербнера, телеманы гораздо больше других боятся выходить на улицу в тёмное время суток. Эта тенденция проявляется и на более глобальном уровне: американцы, злоупотребляющие просмотром телевизора, гораздо более склонны считать, что они как нация должны держаться в стороне от международных вопросов.

## Ключевые понятия гипотезы культивации
Телевидение как величайший рассказчик — оптовый поставщик образов. В наш век телевидение заменило сказочников и сказателей былин. Телепрограммы сделаны так, чтобы удовлетворить любые запросы публики, и даже самые маленькие телезрители подпадают под гипноз голубого экрана. Все телепередачи основаны на похожих, повторяющихся моделях, которые ещё называют мифами, «фактами» или идеологиями. Воздействие таких моделей в течение достаточно длительного периода времени, вероятно, приведёт к «прочному укоренению доминирующих ориентаций для большинства телезрителей».
«Мейнстриминг». Мейнстриминг — одно из принципиальных понятий, лежащих в основе культивационного анализа; Концепция мейнстриминга предполагает, что в рамках различных культур существуют доминантные комплексы убеждений, взглядов, ценностей и обычаев . Определённые модели также формируются телевидением — модели развязок различных ситуаций, модели гендерных ролей, образы меньшинств и т.д . Эти модели в совокупности образуют превалирующие комплексы убеждений, взглядов и ценностей, которые периодически отражаются в содержании телепередач. У зрителей, проводящих много времён и перед экраном, как правило, развиваются сходные убеждения и взгляды. Нэнси Синьорелли и Майкл Морган, изучающие феномен культивации, дают следующее определение господствующей тенденции: «Мейнстриминг означает, что систематический и долговременный просмотр телепередач может привести к ослаблению и стиранию различий в восприятии и поведении, которые обычно зависят от других факторов и воздействий. Другими словами, различия в реакциях разных категорий телезрителей, различия, обычно ассоциирующиеся с разнообразными культурными, социальными и политическими особенностями этих категорий, ослаблены или даже отсутствуют в реакциях зрителей, относящихся к разным категориям, но потребляющим большие объёмы телевизионной информации»
«Резонанс». Резонанс имеет место в том случае, когда реальные события подтверждают искажённый образ действительности, представленный на телеэкране. Когда непосредственный опыт телезрителя соответствует получаемой им медиаинформации, его воздействие усиливается — она резонирует, способствуя эффекту культивации. Например, исследования показали, что телезрители, которые больше всего опасаются стать жертвами преступлений, живут в неблагополучных районах с высоким уровнем преступности.
«Коэффициент враждебности мира». Гербнер и соавторы разработали «Коэффициент враждебности мира», который состоит из трёх пунктов:
- Большинство людей думает только о себе.
- Вы не можете быть слишком осторожным в общении с людьми.
- Большинство людей воспользуется вами, если им представится такая возможность.

«Коэффициент враждебности мира» демонстрирует, что длительное потребление телевизионного контента с частыми сценами насилия культивирует у зрителя образ злого и опасного мира. Люди, злоупотребляющие просмотром телевизора, считают, что необходимо более серьёзное обеспечение правопорядка, и утверждают, что большинство людей «думают лишь о себе» и «им нельзя доверять».
«Драматическое насилие». Открытая демонстрация или серьёзная угроза физической расправы как часть сюжета.
«Принцип доступности». Делая выводы, человек полагается на самые маленькие крупицы информации, которые быстрее всего приходят на ум.
«Телеманы». Телезрители, проводящие за экраном более 4 часов в сутки.
«Метаанализ». Статистический метод исследования, в ходе которого анализируются результаты многочисленных эмпирических исследований и независимых исследований по изучению одних и тех же взаимосвязей между переменными (например, просмотр телевизора и страх стать жертвой преступления).

## Отдельные аспекты изучения эффекта Культивации
- Влияние гипотезы культивации на детей

Исследования показывают, что частота просмотра телевизора в детском возрасте оказывает прямое влияние на убеждения и взгляды взрослого человека относительно социальной реальности.
- Влияние взаимодействия людей на эффект культивации

Личностное взаимодействие оказывает прямое влияние на силу эффекта культивации. Например, совместный просмотр телевизора детьми и родителями, поддержка семьи и сверстников могут повлиять на степень культивации подростков, то есть высокая групповая сплочённость приводит к тому, что подростки становятся более устойчивыми к культивации.
- Международный культивационный анализ

Исследования эффекта культивации также проводились в странах, импортирующих большие объёмы телевизионной продукции из США. Гербнер и соавторы гипотезы обнаружили, что в странах, где телевизионные программы были разнообразнее и реже повторялись, чем в США, результаты исследований были менее предсказуемы и более противоречивы. Однако большинство исследований обнаружило факт культивирования установок по отношению к насилию, ценностям, социальным стереотипам и другим явлениям, соотносящимся с искажёнными образами реальности, представленными телевидением. Импортирование телепередач из других стран может привести к различным реакциям в зависимости от культурного контекста и типа телевизионной программы. Например, среди корейских девушек, которые регулярно и долго смотрят американские передачи, появились либеральные настроения относительно семьи и гендерных ролей, в то время как у корейцев-мужчин, которые проводят перед экраном столько же времени, просмотр американских телепередач вызвал враждебную реакцию по отношению к США и стремление сохранить корейскую культуру. Исследование, проведённое в 2007 году, показало, что в Бельгии люди старше 30 лет, часто смотрящие телевизор, были более склонны считать, что большинство молодых людей принимают наркотики.

## Когнитивные механизмы эффекта культивации
Несколько когнитивных механизмов, объясняющих эффект культивации, были предложены Шрамом в 1995, 1996 и 1997 годах. Л.Дж. Шрам утверждал, что телезрители не задумываются о реальности происходящих на экране событий, но телевизионные образы используются всякий раз при когнитивной оценке социальных вопросов. Зрители, потребляющие большие объёмы телевизионной информации, более уверенно отвечают на вопросы. Это говорит о том, что формируется некий когнитивный «кратчайший путь», позволяющий получить быстрый доступ к ответам. Объяснение Шрама предполагает, что эффект культивации скорее укрепляет взгляды телезрителя, чем изменяет их.
Р. П. Хопкинс и С. Пингри предполагают, что в процессе культивации задействованы обучение и конструирование. При просмотре телепередач происходит обучение зрителя посредством восприятия и запоминания их содержания. Зритель конструирует мировоззрение на основе той информации, которая подаётся телевидением.

## Другие области применения гипотезы культивации
Хотя Гербнер исследовал в первую очередь воздействие телевизионного насилия на зрителя, его гипотеза может быть применена и в других областях. Работы многих других теоретиков, связанных с гипотезой культивации, охватывали другие аспекты эффекта культивации.

### Музыкальные клипы и гипотеза культивации
Кэтлин Бьюлленс, Кит Роу и Ян Ван ден Балк провели исследование, касающееся потребления алкоголя в музыкальных клипах. Исследование показало, что частый просмотр музыкальных клипов приводит к ложному восприятию последствий потребления алкоголя. Музыканты, по их мнению, рекламируют алкоголь и создают ложный образ алкоголя и последствий его потребления. Beullens, K., Roe, K., & Van den Bulck, J. (2012). «Music Video Viewing as a Marker of Driving After the Consumption of Alcohol». Substance Use & Misuse, 47(2), 155—165.

### Гомосексуалы, пол и секс на телевидении
Сара Бэйкер Нетзли, базируясь на опыте Гербнера, провела исследование образа гомосексуалов на телевидении. Исследование показало чрезвычайно высокий уровень сексуальной активности гомосексуалов в телепередачах. Таким образом, у людей, злоупотребляющих просмотром телевизора, складывалось впечатление об экстремальной сексуализированности гей-сообщества. "

## Критика гипотезы
Учёные убеждены, что гипотеза культивации больше концентрирует внимание на самом факте воздействия, нежели на том, кто и как подвергается воздействию.
Критики упрекают авторов в логической непоследовательности гипотезы культивации, отмечая при этом, что методы, используемые исследователями, не соответствуют широкому диапазону феноменов, охватываемых гипотезой. Также критики отмечают, что прямой связи между телевидением и страхом преступности может и не быть, как нет связи между сопливым носом и больным горлом, то есть ни одно из них не вызывает другое, а оба являются симптомами чего-то третьего.
Кроме того, Дж. Гербнера упрекают в недостаточной широте его подхода. В рамках проекта культурных индикаторов Гербнер разделил своё исследование на три части. Критики утверждают, что эти три части не исчерпывают все возможные переменные, которые могут быть исследованы. Кроме того, в рамках гипотезы культивации не учитываются другие факторы, которые могут повлиять на мировосприятие телезрителя. Так, люди, живущие в районах с высоким уровнем преступности, будут проводить больше времени дома перед телевизором и верить в то, что могут с высокой долей вероятности стать жертвами преступления, чем люди, проживающие в более спокойных районах. Дэниел Чандлер утверждает, что «когда у телезрителя есть непосредственный жизненный опыт, связанный с тем или иным феноменом, он может быть не настолько сильно подвержен эффекту культивации».
Дж. Гербнера критиковали за то, что он «валит в одну кучу» все формы насилия. Насилие на ТВ, которое исследовал Гербнер никак им не систематизируется и не дифференцируется, как и жанры телепередач, подверженные анализу, то есть насилие и жестокость на экране не являются однородными, как в гипотезе Гербнера. Критики также говорят о необходимости точных определений основных понятий гипотезы и утверждают, что обоснованность таких понятий, как резонанс и мейнстриминг, трудно проверить с помощью строгих научных методов социологии. Кроме того, критики призывают к более интенсивным научным исследованиям, которые бы позволили выявить когнитивные процессы, лежащие в основе эффекта культивации. Культивационный анализ также был раскритикован и гуманистическим движением за поверхностность исследования столь масштабного культурного вопроса.
Наконец, некоторые утверждают, что в исследования Гербнера не демонстрируют очевидных корреляций между переменными. Критики настаивают на том, что корреляция между просмотром ТВ и страхом стать жертвой преступления можно интерпретировать по-разному. Как и утверждал Гербнер, телесмотрение может культивировать данный страх, однако можно и перевернуть это предположение: из-за страха стать жертвой преступления люди больше смотрят телевизор. В конце концов, большинство телепередач отображают «справедливый мир», в котором «плохие парни» получают по заслугам.

## Будущее гипотезы
В ноябре 2009 года компания Nielsen Media Research сообщила широкой общественности, что «телевидение достигло небывалых до этого момента высот». В наше время высоких технологий мы имеем доступ к телевидению практически в любое время дня. Множество исследовательских проектов расширило и изменило гипотезу, дабы соответствовать этим переменам. С появлением Интернета у зрителя появилось гораздо больше выбора чем раньше. Hulu, YouTube, TiVo, On Demand и другие веб-сайты сделали процесс просмотра контента доступнее, быстрее и проще. Таким образом, исследователи, работающие в рамках гипотезы культивации, стремятся расширить рамки её применения.
На данный момент культивационный анализ применялся и к другим средствам массовой коммуникации, включая видеоигры. Продолжительный контролируемый эксперимент Дмитрия Уилльямса, проведённый в 2006 году, исследовал наличие эффекта культивации в онлайн-играх. После месяца игры участники эксперимента изменили своё представление об опасностях реального мира. Тем не менее эти представления связаны исключительно с ситуациями и событиями, которые присутствовали в игровом мире, но не с другими преступлениями.
Майкл Морган и Джеймс Шанахан в своей статье «Состояние Культивации» утверждают, что «культивация приобрела определённые парадигматические качества» и что они видят «будущее исследований эффекта культивации в контексте изменения медиа-среды». Это означает, что гипотеза культивации приобретает новые формы, и учёные начинают по-другому воспринимать влияние массмедиа на общественность.

## Статус гипотезы
Концепция эффекта культивации получила статус гипотезы, а не формальной теории медиавоздействия, что объясняется недостаточностью эмпирических доказательств, раскрывающих данное явление. В частности, исследования не смогли объяснить психологический механизм эффекта культивации, то есть то, как телезрители учатся конструировать своё восприятие социальной реальности.

## Дополнительно
- Gerbner, G., Gross, L., Morgan, M., Signorielli, N., & Jackson-Beeck, M. (1979). «The Demonstration of Power: Violence Profile No. 10». Journal of Communication, 29, 177—196.